# Marguerite de Fiff
Marguerite de Fiff est la fondatrice de la Chartreuse du Parc-en-Charnie.

## Biographie
Roger IV de Tosny et Constance de Beaumont auraient eu une fille nommée Marguerite, par Marguerite de Sablé probablement, qui épousa le comte de Fiff, d'une puissante famille d'Écosse, mais dont on ne connaît que le nom et les armes : palé de 6 pièces à la bande brochante. 
Veuve en 1235, la comtesse de Fiff fonda l'année suivante le prieuré de la Chartreuse de N.-D. du Parc-en-Charnie, dans un terrain que lui avait donné Raoul VIII de Beaumont, son oncle. 
Elle y ajouta d'autres revenus, les droits de segrairie et de forêterie de la Charnie acquis des titulaires de ces charges. Elle vivait encore en 1246, protectrice de l'abbaye du Perray-Neuf. Son obit à l'Abbaye du Ronceray d'Angers et à la Chartreuse du Parc est indiqué au 17 janvier ; la cathédrale d'Angers le mentionne au 16 du même mois.

## Source
- Abbé Angot, « Les vicomtes du Maine », dans Bulletin de la Commission historique et archéologique de la Mayenne, 1914, no 30, p. 180-232, 320-342, 404-424. .